# بدر السماک
بدر السماک (انگلیسی: Bader Al Samak؛ زادهٔ ۱ ژانویهٔ ۱۹۸۸) بازیکن فوتبال اهل کویت است.
از باشگاه‌هایی که در آن بازی کرده‌است می‌توان به باشگاه ورزشی السالمیه کویت اشاره کرد.
وی همچنین در تیم ملی فوتبال کویت بازی کرده‌است.